# Georges II. d’Amboise

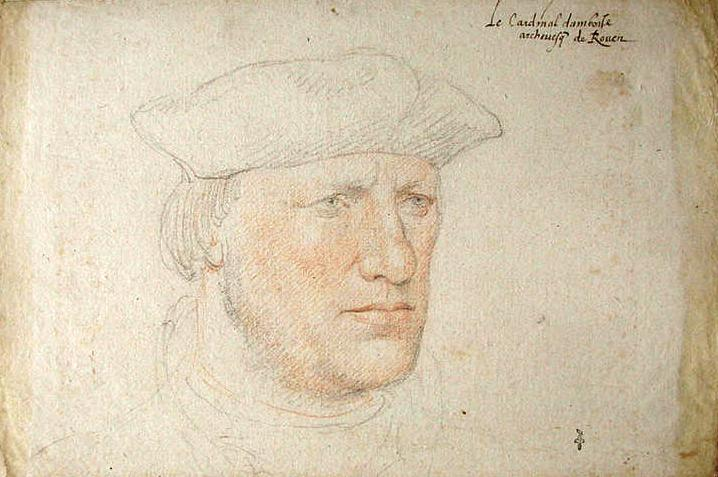
Kardinal Georges II. d’Amboise, Kohle- und Rötelzeichnung auf Papier, Schule Jean Clouets, Musée Condé

Georges II. d’Amboise (genannt le Jeune, auch Georges de Chaumont, * 1488; † 25./26. August 1550 auf Schloss Vigny) war ein französischer Erzbischof und Kardinal.

## Leben
Georges d’Amboise ist der Sohn von Jean d’Amboise, Seigneur de Bussy, und Catherine de Saint-Belin. Er ist der Neffe des Kardinals Georges d’Amboise. Als letzter männlicher Angehöriger der Linie Bussy des Hauses Amboise war er Seigneur de Bussy et de Saxfeontaine.

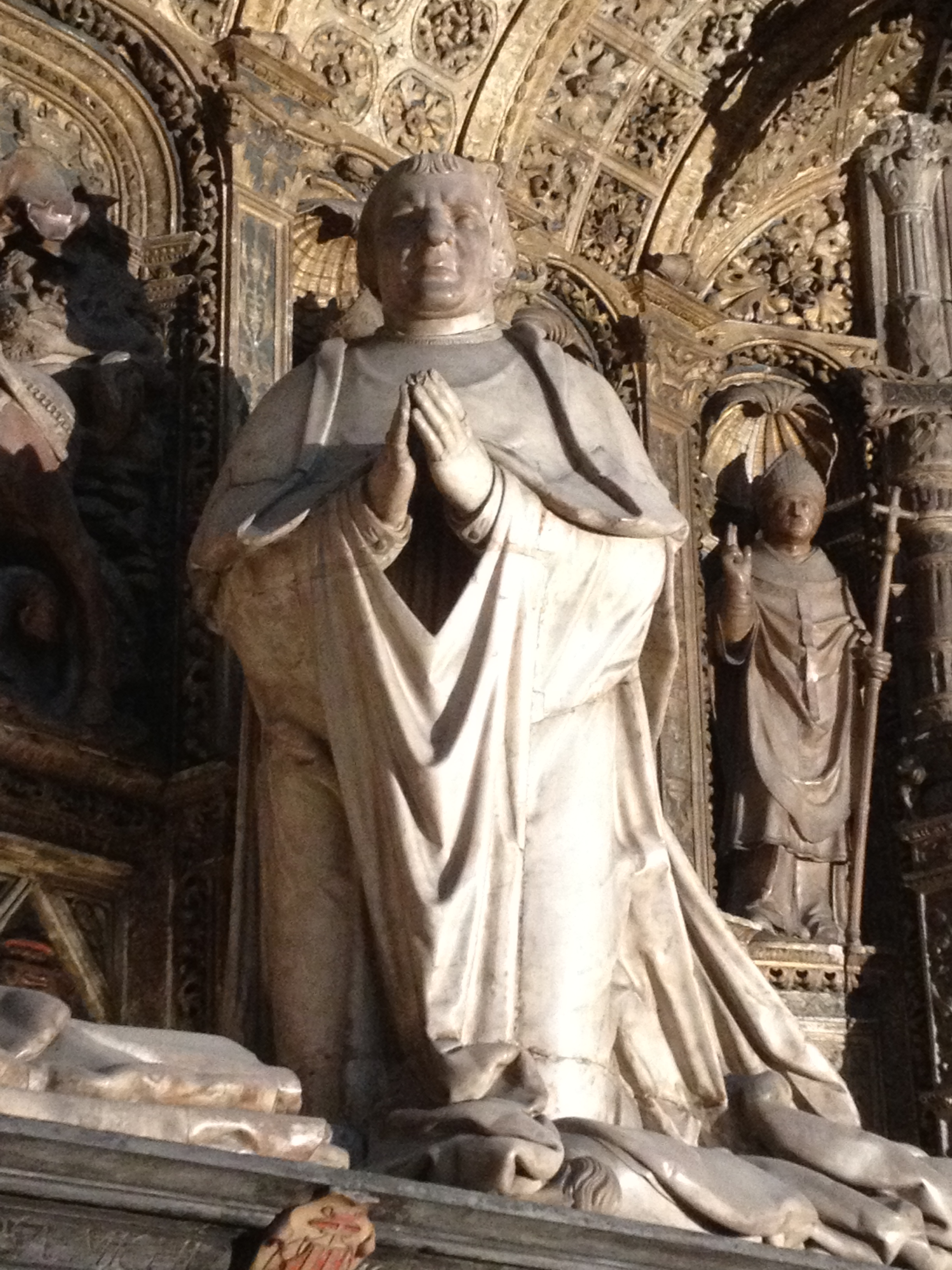
Adorant des Kardinals Georges II. d’Amboise, Mausoleum der Kardinäle aus der Familie Amboise in der Chapelle de la Vierge der Kathedrale von Rouen

1501 wurde er Domherr, war dann bis 1509 Thesaurar und ab 1509 Archidiakon der Kathedrale von Rouen.
Am 8. August 1511 wurde er zum Erzbischof von Rouen gewählt, am 11. Dezember erhielt er auf Schloss Gaillon die Bischofsweihe und folgte seinem Onkel im Erzbistum Rouen. Er erhielt sein Pallium am 9. März 1514. Zwischen 1543 und 1545 wurde er zum Kommendatarabt der Abtei Déols ernannt.
Auf dem Konsistorium vom 16. Dezember 1545 wurde er von Papst Paul III. zum Kardinal erhoben, der Kardinalshut wurde ihm aufgrund einer Erkrankung am 15. März 1546 zugesandt. Am 7. September 1546 wurde er Kardinalpriester von Santa Susanna. Am Konklave 1549–1550, auf dem Papst Julius III. gewählt wurde, nahm er teil. Am 28. Februar 1550 optierte er für die Titelkirche Santi Marcellino e Pietro.
Georges II. d’Amboise testierte am 23. August und starb am 25. oder 26. August 1550 auf Schloss Vigny. Er wurde im Grabmal seines Onkels in der Chapelle de la Vierge de Kathedrale von Rouen bestattet. Die Seigneurien Bussy, Saxefontaine etc. gingen an seine Schwester Catherine, die mit Louis de Clermont, Seigneur de Clermont et de Gallerande verheiratet war; Louis de Clermont, seigneur de Bussy d’Amboise war ihr Enkel.